# Trupanea aira
Trupanea aira
 es una especie de insecto díptero que Walker describió científicamente por primera vez en el año 1849.
Esta especie pertenece al género Trupanea de la familia Tephritidae.